# Heavy Metal Music
Heavy Metal Music è l'unico album in studio del gruppo musicale statunitense Newsted, pubblicato il 6 agosto 2013 dalla Chophouse Records.

## Descrizione
Heavy Metal Music è la prima pubblicazione del gruppo con l'ex-chitarrista degli Staind Mike Mushok, il quale è entrato nei Newsted poco dopo la pubblicazione dell'EP Metal, e contiene undici tracce, tra cui i rifacimenti di Soldierhead e di King of the Underdogs, le cui prime versioni erano state pubblicate in precedenza in Metal.

### Antefatti
L'idea iniziale del frontman del gruppo, Jason Newsted, era quella di pubblicare materiale inedito all'interno di tre EP. Tuttavia, dopo il responso positivo da parte dei fan relativo alla pubblicazione sull'iTunes Store dell'EP Metal, Newsted ha discusso con l'etichetta discografica e insieme è stata presa la decisione di pubblicare le tracce rimanenti all'interno di un album in studio.
Il titolo dell'album, così come la copertina, la lista tracce e la data di pubblicazione, sono state annunciate da Newsted il 4 giugno, attraverso il suo sito ufficiale e la sua pagina Facebook. Nella stessa data la traccia d'apertura Heroic Dose è stata resa disponibile per l'ascolto nel canale YouTube ufficiale di Jason Newsted, mentre dall'11 luglio è stata resa disponibile l'edizione Deluxe dell'album sull'iTunes Store, la quale contiene i rifacimenti degli altri due brani originariamente pubblicati in Metal (Godsnake e Skyscraper) e le bonus track Spiderbiter e The Differents, quest'ultima non presente nell'edizione deluxe fisica. Il 18 luglio la traccia Ampossible è stata resa disponibile per l'ascolto attraverso il sito della rivista Rolling Stone.
Il 25 luglio è stato pubblicato il lyric video per Above All, mentre a partire dal 1º agosto, l'intero album è stato reso disponibile per lo streaming attraverso il sito Pandora.com.

### Il titolo
In un'intervista con Metalitalia.com, Jason Newsted ha dichiarato che la scelta del titolo «è un modo per identificare al volo quello di cui stiamo parlando. È un qualcosa che è chiaro a tutti, indipendentemente da che lingua uno parli. Con un titolo del genere uno sa cosa aspettarsi dal disco, senza alcun dubbio».

## Tracce
Testi di Jason Newsted, musiche di Jason Newsted, Mike Mushok, Jesus Mendez Jr. e Jessie Farnsworth.
1. Heroic Dose – 5:24
2. Soldierhead – 4:16
3. ...As the Crow Flies – 5:58
4. Ampossible – 4:00
5. Long Time Dead – 4:32
6. Above All – 4:35
7. King of the Underdogs – 5:57
8. Nocturnus – 6:13
9. Twisted Tail of the Comet – 5:14
10. Kindevillusion – 5:20
11. Futureality – 5:39

Tracce bonus nell'edizione deluxe di iTunes
1. Spiderbiter – 4:31
2. Godsnake – 5:16
3. Skyscraper – 6:35
4. The Differents – 5:39
5. Making of Heavy Metal Music (Video) – 38:09

### Deluxe Edition
CD
1. Spiderbiter – 4:31
2. Godsnake – 5:16
3. Skyscraper – 6:35

DVD
1. Making of Heavy Metal Music – 38:38

## Formazione
Gruppo
- Jason Newsted − voce, basso, produzione
- Jessie Farnsworth − chitarra, cori
- Mike Mushok − chitarra
- Jesus Mendez Jr. − batteria, percussioni

Altri musicisti
- The Loscano Kids − cori in Above All

## Classifiche
| Classifica (2013) | Posizione massima |
| ----------------- | ----------------- |
| Austria           | 20                |
| Belgio (Fiandre)  | 73                |
| Belgio (Vallonia) | 53                |
| Francia           | 130               |
| Germania          | 17                |
| Svezia            | 42                |
| Svizzera          | 15                |